# Cadurci

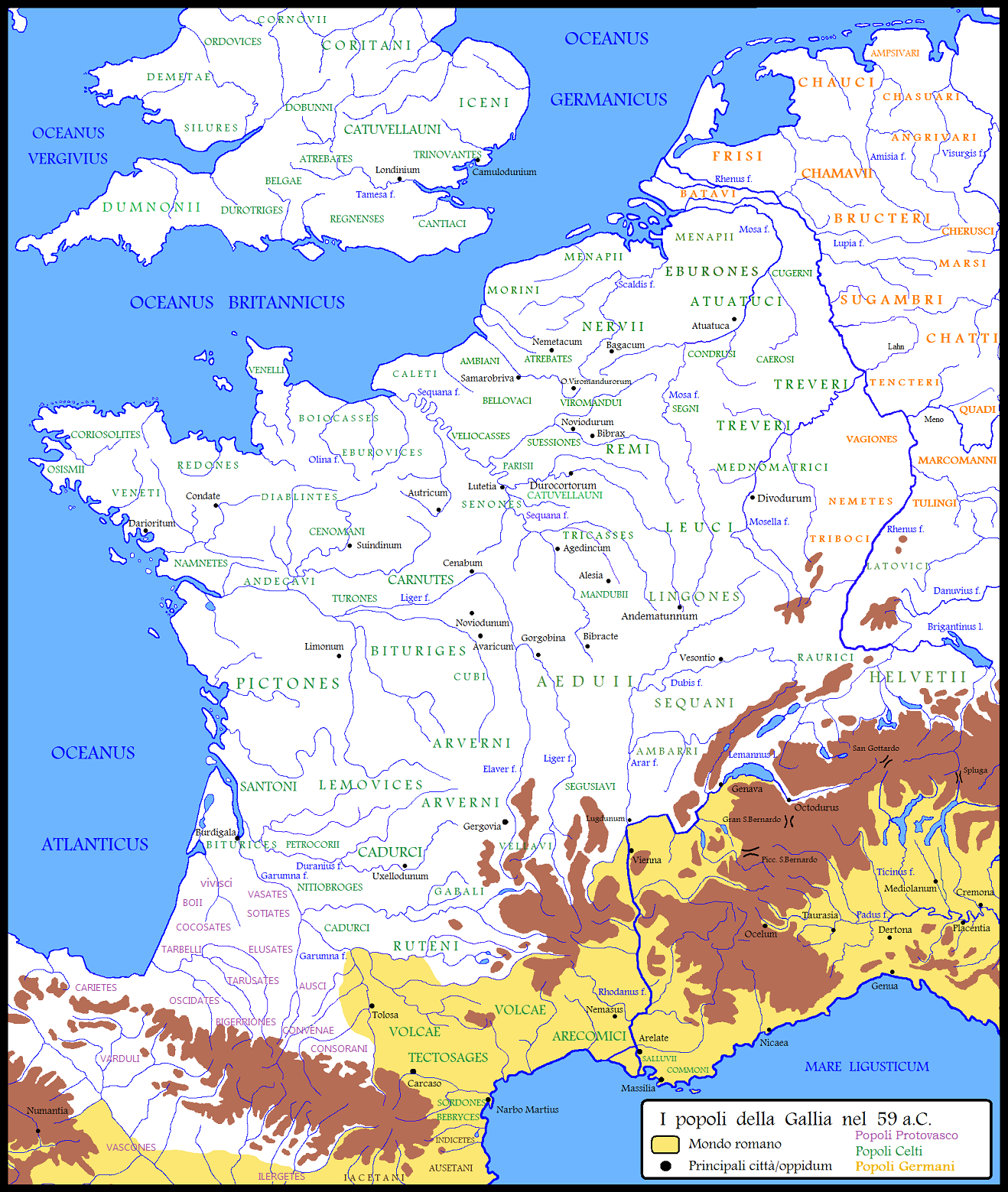
Mappa della Gallia nel 59 a.C., prima della conquista di Cesare con l'indicazione della posizione dei Cadurci e di Uxellodunum.

I Cadurci erano un popolo gallico, che ha dato il suo nome alla regione del Quercy e alla città di Cahors (Divona Cadurcorum). Il loro territorio doveva estendersi sull'attuale Quercy, ma nessun documento fornisce informazioni sulla sua effettiva estensione.

## Origine
I Cadurci provenivano dalla Germania a seguito di migrazioni risalenti al VII e VI secolo a.C., imponendosi con le armi ai popoli preesistenti.
L'origine del nome potrebbe venire da cad-or-ci, "quelli che vivono sui bordi di un bel fiume", sicuramente il Lot.

## L'epoca dell'indipendenza
I Cadurci sembrano aver abolito la monarchia, in un sistema politico in cui il potere era detenuto dall'aristocrazia fondiaria.
Alla fine del II e nel corso del I secolo a.C., gli oppida assumono un posto rilevante. In effetti dalla fine del II secolo a.C., iniziano a manifestarsi degli attriti alle frontiere. Alcuni conflitti, che oppongono i Romani agli Arverni, porteranno alla conquista che sarà detta la Gallia Narbonensis (sconfitta di Bituitos nel 121 a.C.).  Nel 118 a.C., Roma sottomette i Volci. Nel 109 a.C., i Cimbri dilagano dal Rodano al Bordolese.
Risale al 58 a.C. l'inizio dell'intervento di Giulio Cesare in Gallia.
I Cadurci hanno fortificato e costruito degli oppida come quello di Uxellodunum. In caso di pericolo la popolazione poteva essere accolta con tutto il suo bestiame, visto che gli oppida potevano raggiungere una superficie di diverse decine di ettari. Una popolazione sedentaria, più o meno numerosa, doveva vivervi in permanenza.
Queste piazzeforti erano centri di scambio commerciale. Vi si sono trovate anfore contenenti vino provenienti dall'Italia e monete galliche provenienti da tutta la Gallia. Queste posizioni fortificate sono state disabitate dopo la conquista romana.
Nella stessa epoca, i Cadurci batterono moneta in argento che, in alcuni esemplari, si sarebbe diffusa in tutto il sud ovest della Gallia.

## La conquista romana
Nel suo De bello Gallico, Cesare (e lo storiografo Aulo Irzio) raccontano l'assedio dell'oppidum di Uxellodunum, piazzaforte dei Cadurci, la cui presa segnò la fine della conquista della Gallia nel 52 a.C., ma sulla cui esatta posizione non vi è accordo. (Le ultime ricerche la collocherebbero al Puy d'Issolud, nel dipartimento del Lot. Altri luoghi del Lot sono stati considerati: Luzech, Murcens, Capdenac...)
La tribù dei Cadurci era molto vicina agli Arverni; il loro capo era Lucterio (Lucterius) che si rivelerà un fedele alleato di Vercingetorige nella sua lotta contro Cesare. Un anno dopo la resa di Vercingetroige nell'assedio di Alesia, Lucterio e Drappete il senone (di Sens) si rifugiarono invano nell'oppidum di Uxellodunum per proseguirvi la lotta. Sconfitto, Lucterius cerca rifugio presso il capo degli Arverni Epasnacto, ma questi, favorevole ai Romani, lo consegnò a Cesare.
La sua figura di capo ostinato - l'ultimo ad opporre resistenza all'invasore romano - ispirerà nel XX secolo, l'epopea di Asterix e Abraracourcix, celebri personaggi dell'opera di Goscinny e Uderzo.

## Fonti storiche
- De bello Gallico, Libro viii Archiviato il 9 maggio 2008 in Internet Archive.
- César[collegamento interrotto](FR)
- Uxellodunum(FR)

## Fonti
Lartigaut (Jean) dir., Histoire du Quercy, Ed. Privat, Toulouse, 1993.
Kruta (Venceslas), Les celtes:Histoire et dictionnaire. Des origines à la romanisation et au christianisme, Robert Lafont, Paris, 2000.